# Гайки (Сумская область)
Гайки (укр. Гайки) — бывшее село,
Малосамборский сельский совет,
Конотопский район,
Сумская область,
Украина.
Село ликвидировано в 1988 году .

## Географическое положение
Село Гайки находится на правом берегу реки Малый Ромен, недалеко от её истоков,
ниже по течению на расстоянии в 2,5 км расположено село Малый Самбор.

## История
- 1988 — село ликвидировано [1].